# Alexander Tschirch

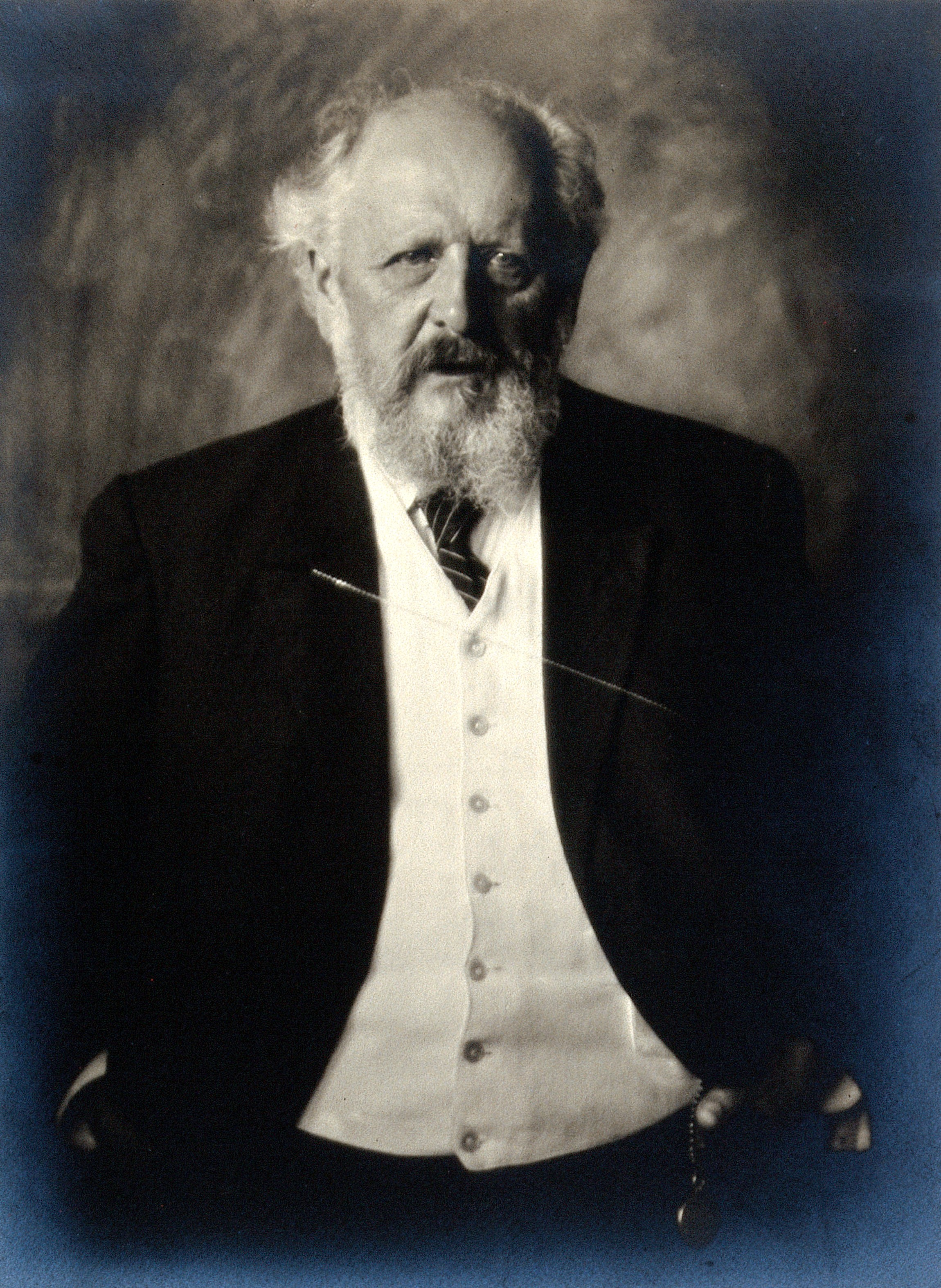
Alexander Tschirch, 1926

Wilhelm Oswald Alexander Tschirch (* 17. Oktober 1856 in Guben, Königreich Preußen; † 2. Dezember 1939 in Bern, Schweiz) war ein deutscher Apotheker und Professor der Pharmazie in Bern. Im Mittelpunkt seines Werkes standen Studien zur Pharmakognosie, zur Pflanzenanatomie, Untersuchungen über Anthrachinonglycoside und Beiträge zur Arzneimittelprüfung.

## Leben
Alexander Tschirch wurde als erster Sohn des Archidiakons Carl Adolf Tschirch (1815–1875) und dessen Frau Marie, geborne Sausse, geboren. Sein jüngerer Bruder Otto (1858–1941) war ein deutscher Pädagoge, Historiker und Archivar, der neben seiner Lehrertätigkeit insbesondere zur Stadtgeschichte der Stadt Brandenburg an der Havel geforscht und publiziert hat.
Bis 1875 absolvierte Tschirch eine Apothekerlehre in Dresden und arbeitete ab 1877 in der Berner Staatsapotheke. Von 1878 bis 1880 studierte an der Friedrich-Wilhelms-Universität in Berlin. Während seines Studiums wurde er 1879 Mitglied der Landsmannschaft Vandalia Berlin. 1880 erhielt er die Approbation zum Apotheker und wurde 1881 in Freiburg im Breisgau promoviert. Von 1890 bis 1932 war er Professor für Pharmazie und Pharmakognosie an der Universität Bern.

## Wirken

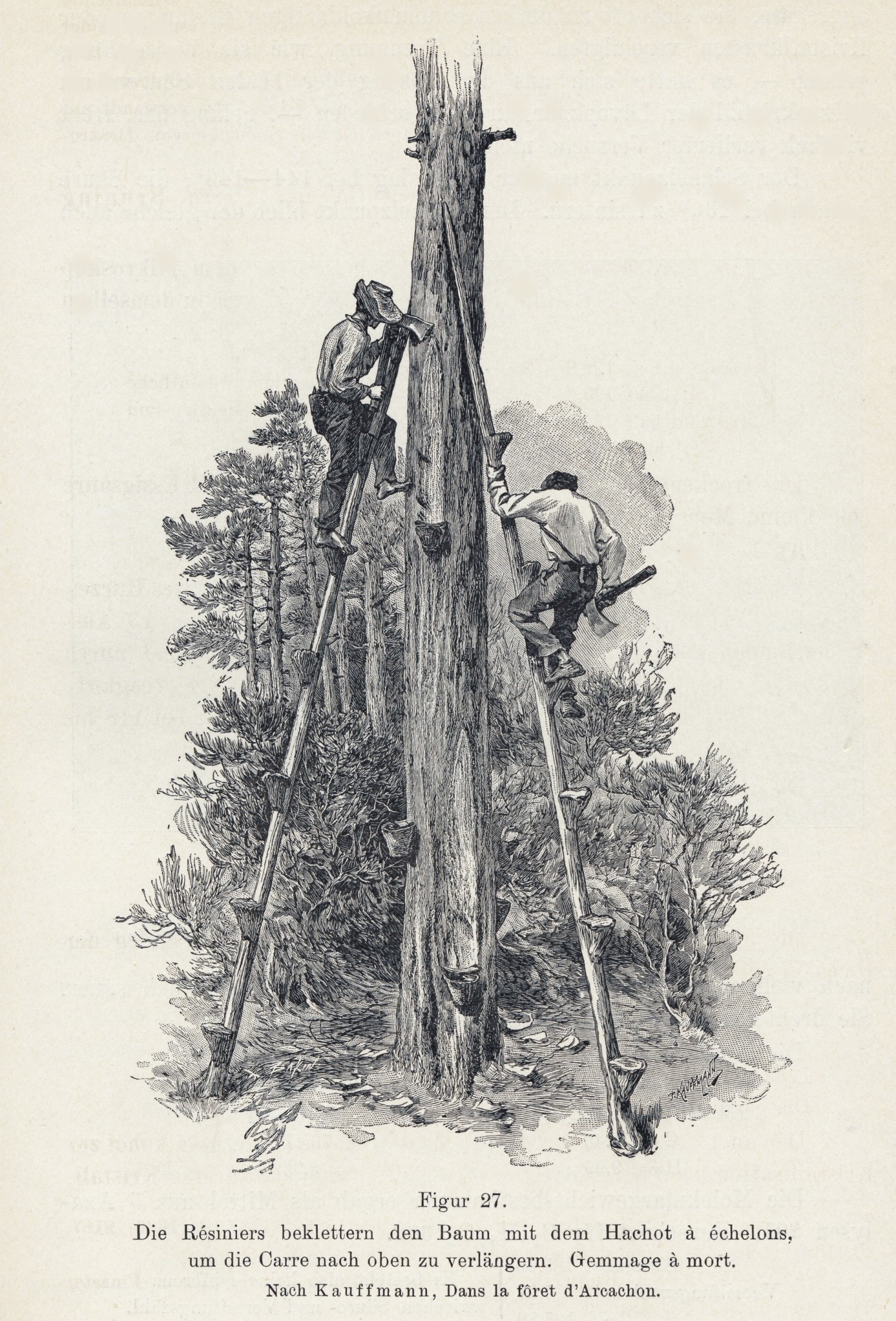
Harzgewinnung in Frankreich, Holzstich im Werk von Tschirch (1906)

In Bern widmete sich Tschirch mit großem Engagement der Erforschung und Sammlung von Harzen und anderen Pflanzenextrakten. Dabei entstand eine große Sammlung dieser Substanzen und sein zur damaligen Zeit als Standardwerk geltendes Buch Die Harze und die Harzbehälter mit Einschluss der Milchsäfte (2. und erweiterte Auflage 1906, 1268 Seiten).
Ein Großteil der von Tschirch gesammelten Werke zur Materia medica befindet sich heute in der Historischen Bibliothek der Schweizer Pharmazie in Bern.

## Ehrungen
- 1890 wurde er zum Mitglied der Deutschen Akademie der Naturforscher Leopoldina gewählt.[3]
- Erstes Ehrenmitglied[4] der Gesellschaft für Geschichte der Pharmazie
- 1. September 1958: Eröffnung der neugebauten „Alexander-Tschirch-Apotheke“ in Guben.

## Veröffentlichungen (Auswahl)
- Erlebtes und Erstrebtes. Lebenserinnerungen. Bonn 1921.
- mit Erich Stock: Die Harze. 3., überarbeitete Auflage. Band 1, 2.1, 2.2.1, 2.2.2. Bornträger, Berlin 1933–1936.
- Handbuch der Pharmakognosie. 3 Bände. Chr. Herm. Tauchnitz, Leipzig (1909) 1910–1923(1927). Band 1 Allgemeine Pharmakognosie, Abteilung 1 (Digitalisat), Band 1 Allgemeine Pharmakognosie, Abteilung 2 (Digitalisat), Band 2 Spezielle Pharmakognosie, Abteilung 1 (Digitalisat), Band 2 Spezielle Pharmakognosie, Abteilung 2 (Digitalisat), Band 3 Spezielle Pharmakognosie, Abteilung 1 (Digitalisat), Band 3 Spezielle Pharmakognosie, Abteilung 2 (Digitalisat), General-Register (Herausgegeben von E. Remy)  (Digitalisat); 2. Auflage ebenda 1930–1933.
- Les Problèmes modernes de la Pharmacognosie. 1911 (Digitalisat)
- Terminologie und Systematik im pharmakochemischen Systeme der Drogen, speziell in der Kohlehydrat-o gruppe. 1911. (Digitalisat)
- Naturforschung und Heilkunde. Rede, geh. gelegentlich des Rektorates bei der Stiftungsfeier der Universität Bern am 28. November 1908. 1909 (Digitalisat)
- Die Harze und die Harzbehälter mit Einschluss der Milchsäfte. Leipzig (Borntraeger) 2. Aufl. 1906
- Anatomischer Atlas der Pharmakognosie und Nahrungsmittelkunde: mit 81 Taf. Tauchnitz, Leipzig 1900 Digitalisierte Ausgabe
- Das Kupfer vom Standpunkte der gerichtlichen Chemie, Toxicologie und Hygiene : mit besonderer Berücksichtigung der Reverdissage der Conserven und der Kupferung des Weins und der Kartoffeln / von Alexander Tschirch. Enke, Stuttgart 1893 Digitalisierte Ausgabe der Universitäts- und Landesbibliothek Düsseldorf
- Untersuchungen über die Sekrete. Publikationsfolge im Archiv der Pharmazie, ab 1890
- Ueber photographische Aufnahmen in den Tropen, mit besonderer Berücksichtigung botanischer Objecte. In: Photographische Mitteilungen, Bd. 26, 1889/1890, S. 83f. und 97f.